# 矢野明仁
矢野 明仁（やの あきひと、1959年3月22日 - ）は、タレント、俳優。広島県出身。A型。拓殖大学卒業。
オーケープロダクション、ロビンフッドアーチスツを経て、2012年8月からオフィスキイワードに所属。
三船芸術学院を経て、劇団HINOKIBUTAIに参加。

## 来歴・人物
俳優の原田大二郎に師事。1989年『味の素ごちそうさまワールド・地球おいしいぞ!!』（日本テレビ）の撮影で、原田大二郎とともに世界を回る。
俳優として、蜷川幸雄演出の舞台、「世にも奇妙な物語」 （フジテレビ）などへ出演。
『ズームイン!!SUPER』（日本テレビ）では、キャスターとして、『NNN Newsリアルタイム』（日本テレビ）ではレポーターとして、千葉テレビの『金曜たぶろっど!』ではMCを務めていた。
特技はバイク、自動車運転、諸楽器演奏、漫談、俳句、柔道、テニス、力仕事。
二児の父である。

## 出演

### テレビ
- 所さんの目がテン!（日本テレビ系ほか）1997年4月6日放送～2012年3月31日放送 ＃1124「定年退職」で卒業
- ズームイン!!SUPER（日本テレビ系ほか）
- NNN Newsリアルタイム（日本テレビ系）
- ジパングあさ6（日本テレビ系）
- おじゃまします街角クイズ（チバテレビ）1999年4月〜2002年3月 司会者
  - おじゃまします市町村街かどクイズ（チバテレビ）2013年2月〜2021年3月 司会者
- 金曜たぶろっど!（チバテレビ,毎週（金）19:00〜19:55【生放送】）
- そこが知りたい（TBS系）
- 情報ライブ ミヤネ屋（読売テレビ、日本テレビ系ほか）

### ドラマ
- 世にも奇妙な物語（フジテレビ系）
- わがままな女たち（フジテレビ系）
- 新金色夜叉 百年の恋（東海テレビ）

### 舞台
蜷川幸雄演出作品
- 黒いチューリップ
- にごりえ
- 95キロと97キロの間

### 映画
- ペエスケ ガタピシ物語（1990年 松竹）

## エピソード
- 「目がテン」の実験企画で バナナダイエットをした ときに、自らの欲望に負けてソバを一口食べてしまう。矢野は当初このことを否定していたが、その後の 嘘発見器について取り上げた回 で、ソバを食べていたことを告白した。